# 前島不二雄
前島 不二雄（まえじま ふじお、1931年 - ）は、日本の作家。
東京都生まれ。立命館大学大学院文学研究科（日本史専攻）修了。教師生活の後、出版社勤務などを得て作家としてデビューした。

## 主な受賞歴
- 第17回歴史文学賞佳作入選（1992年、「風そよぐ名塩峠」）
- 歴史群像大賞最優秀賞（2003年、「秘聞　武田山岳党」）